# Tom Krauß
Tom Krauß (ur. 22 czerwca 2001 w Lipsku) – niemiecki piłkarz występujący na pozycji pomocnika, reprezentant Niemiec do lat 21. Wychowanek RB Leipzig.